# Электролитный дисбаланс
Электролитный дисбаланс или водно-электролитный дисбаланс — это аномальная концентрация электролитов в организме, которые играют жизненно важную роль в поддержании в нём гомеостаза. Также электролиты помогают регулировать сердечную и неврологическую функцию, гидробаланс, кислотно-основное равновесие и многое другое. Электролитный дисбаланс может развиться при потреблении слишком малого или слишком большого количества электролитов, а также при выделении слишком малого или слишком большого количества электролитов.
Нарушения баланса электролитов является причиной многих болезней. Причины, тяжесть, лечение и результаты этих нарушений могут сильно различаться в зависимости от вовлечённого электролита. Наиболее частые и серьёзные нарушения электролитного баланса связаны с отклонениями в уровнях натрия, калия или кальция. Другие нарушения электролитного баланса встречаются реже и часто возникают в сочетании с серьёзными изменениями электролитов. Почка является наиболее важным органом в поддержании надлежащего баланса жидкости и электролитов. Также определённую роль в этом играют гормональные изменения и физиологический стресс.
Хроническое злоупотребление слабительными, тяжелая диарея или рвота могут привести к обезвоживанию и электролитному дисбалансу. Особенно подвержены риску электролитного дисбаланса люди, страдающие от недоедания. Тяжелый электролитный дисбаланс требует осторожного лечения, так как существует риск слишком быстрой гиперкоррекции, что может привести к аритмии, энцефалоцеле или синдрому возобновления питания в зависимости от причины дисбаланса.

## Общие функции
Электролиты используются клетками (особенно нервными, сердечными и мышечными) для поддержания напряжения на своих клеточных мембранах. Электролиты выполняют разные функции и одной из важных является проведение электрических импульсов между клетками. Постоянная концентрация электролитов в крови несмотря на изменения в организме поддерживается почками. Например, во время тяжелых упражнений электролиты теряются с потом, особенно в форме натрия и калия. Почки также могут генерировать разбавленную мочу, чтобы сбалансировать уровень натрия. Эти электролиты необходимо заменять, чтобы поддерживать постоянную концентрацию электролитов в жидкостях организма. Гипонатриемия или низкий уровень натрия, является наиболее часто встречающимся типом электролитного дисбаланса.
Лечение электролитного дисбаланса зависит от конкретного используемого электролита и его уровня в организме — слишком высокого или слишком низкого. Уровень агрессивности лечения и выбор метода лечения могут меняться в зависимости от тяжести нарушения. Если уровень электролита слишком низок, обычной реакцией на дисбаланс электролитов может быть назначение добавок. Однако, если в качестве электролита используется натрий, проблема заключается не в недостатке натрия, а скорее в избытке воды, вызывающем дисбаланс. Добавка натрия для этих людей может исправить дисбаланс электролитов, но за счет перегрузки объемом, что может быть опасно, особенно для новорожденных. Поскольку каждый отдельный электролит по-разному влияет на физиологические функции, то их необходимо рассматривать отдельно при обсуждении причин, лечения и осложнений.

## Роль натрия в электролитном дисбалансе
Натрий играет определяющую роль в поддержании состава и объёма внеклеточной жидкости. Является основным катионом внеклеточной жидкости и главным фактором определяющим её осмоляльность. Натрий также важен для сохранения нормальной возбудимости и проводимости в мышечной и нервной тканях. Способствует регуляции кислотно-основного состояния.

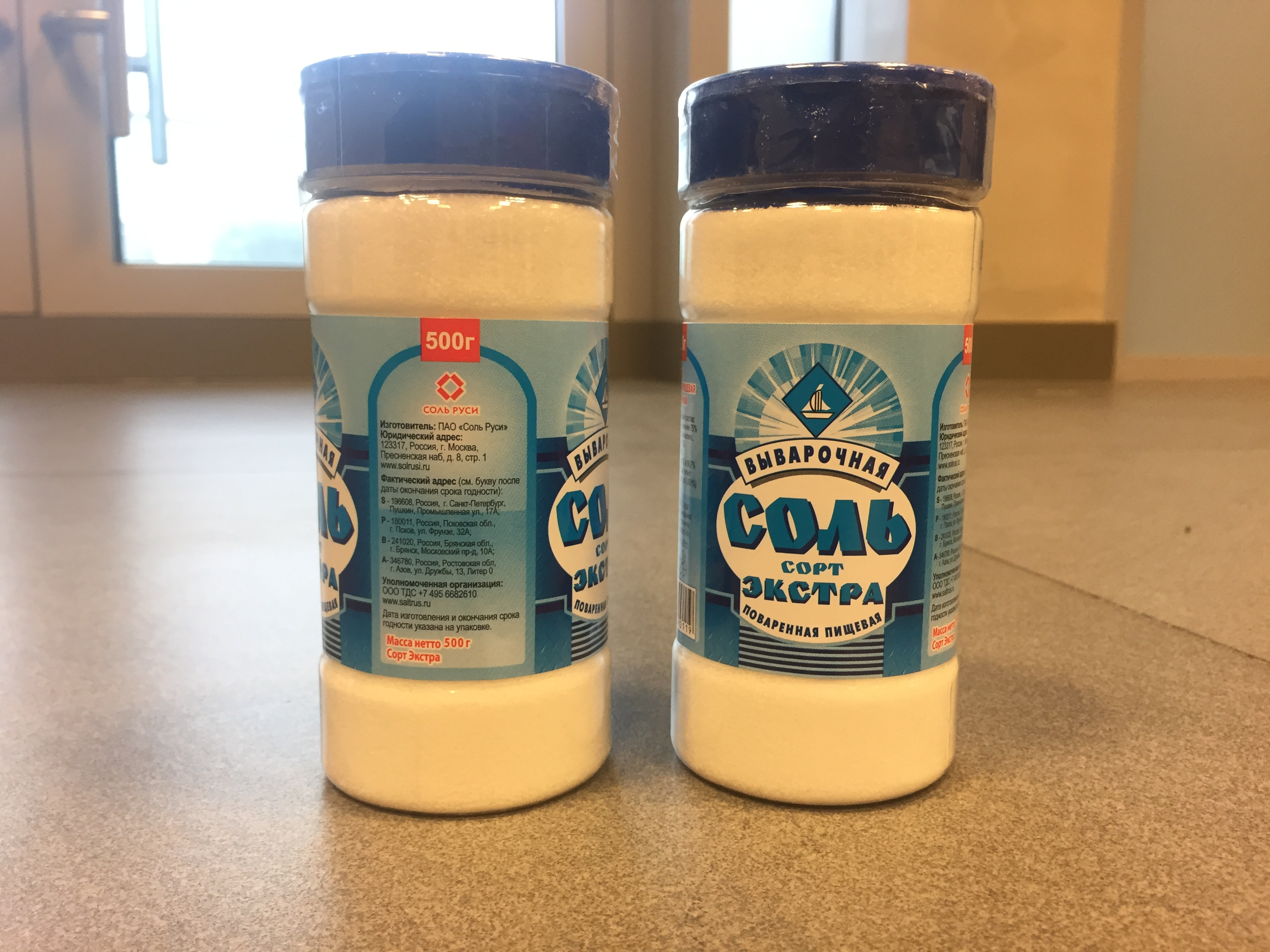
Пищевая соль источник натрия и хлора

Потребность в натрии составляет около 1 грамма в сутки. В значительной степени удовлетворяется обычной диетой без добавления пищевой соли. Естественное содержание натрия в пищевых продуктах относительно невелико: 15—80 мг%. Потребность может возрастать в 2 раза при сильном потоотделении в условиях жаркого климата, сильных физических нагрузках. 
При падении уровня натрия в плазме крови ниже 135 ммоль/л возникает гипонатриемия. Причины появления гипонатриемии — избыточное поступлении воды или потеря жидкостей, богатых натрием, которые замещаются водой. Гипонатриемия со сниженным объёмом внеклеточной жидкости может сопровождаться раздражительностью, головокружением, изменением личности, сухостью слизистых оболочек, тремором, судорогами, комой. Гипонатриемия с нормальным или повышенным объёмом внеклеточной жидкости сопровождается головной болью, усталостью, апатией, спутанностью сознания, слабостью, отёками, спазмами мышц, судорогами и комой. 
При потере жидкости и увеличении поступления натрия возникает гипернатриемия. Диагностируется при уровнях натрия в плазме крови выше 150 ммоль/л. Так как натрий — основной компонент, определяющий осмоляльность внеклеточной жидкости, гипернатриемия всегда приводит к гипертоничности, которая вызывает выход жидкости из клеток, что сопровождается клеточной дегидратацией. Проявляется сильной жаждой, усталостью, беспокойством, возбуждением, комой.

## Роль калия в электролитном дисбалансе
Калий является основным внутриклеточным катионом и играет важнейшую роль в клеточном метаболизме. Подавляющая часть калия находится внутри клеток. Главным механизмом поддержания баланса между внутри- и внеклеточным калием является натрий-калиевый насос. Этот насос активно перемещает натрий из клетки, а калий наоборот в клетку. Для нормальной функции насоса необходимо адекватное внутриклеточное содержание магния. Основным регулятором баланса калия являются почки. При этом почки не способны сохранять калий так же эффективно, как натрий и значительная его часть может выводиться с мочой даже при наличии его дефицита в организме.
В США суточная норма потребления калия установлена не менее 2000 мг для лиц 18-летнего возраста. Усвояемость калия организмом составляет 90—95 %. В большинстве продуктов содержание калия колеблется в пределах 150—170 мг%. Заметно его больше в горохе 870 мг% и фасоли 1100 мг%. Много калия содержится в картофеле — 570 мг%, яблоках и винограде около 250 мг%.
Из-за повышенного выделения калия из организма, уменьшения его поступления с пищей, перемещения в клетки может развиться гипокалиемия. Диагностируется при уровне калия в плазме крови ниже 3,8 ммоль/л. Другой причиной развития гипокалиемии может стать гипомагниемия, которая увеличивает выход калия из клеток и его экскрецию с мочой. Клинические проявления: усталость, мышечная слабость, спазмы мышц ног, мягкие и вялые мышцы, тошнота, рвота, запоры, парестезии.
Основные причины калиевого истощения:
- Недостаточное получение калия с пищей
- Потери из ЖКТ (понос, рвота, перитонит, язвенный колит, кишечные свищи)
- Потери с мочой (осмотический диурез, диуретики, заболевания почек, протекающие с полиурией)
- Первичный или вторичный альдостеронизм
- Синдром Лиддла
- Нарушение гумаральной регуляции (гиперкортицизм, лечение гормонами).
- Перемещение калия после лечения глюкозой и инсулином во внутриклеточное пространство
- Метаболический алкалоз

При увеличение поступления в организм калия, снижения его выведения с мочой или при выходе калия из клетки может развиться гиперкалиемия. Диагностируется при уровне калия в плазме крови выше 5,5 ммоль/л. Клинические проявления: нарушение работы сердца, раздражительность, беспокойство, спазмы и вздутие в животе, диарея, непроходимость в кишечнике, слабость (особенно в нижних конечностях), парестезия.
Основные причины калиевого избытка:
- Избыточное введение калия
- Почечная недостаточность
- Олигурия
- Анурия любого происхождения
- Недостаточность надпочечников
- Катаболизм
- Гликогенолиз
- Дефицит инсулина
- Гиперосмолярность жидких сред
- Интоксикация препаратами наперстянки
- Мобилизация гликогена из клеток при гликогенолизе

## Роль магния в электролитном дисбалансе
Магний как внутриклеточный ион играет важную роль в нормальном функционировании клетки. Активирует ферменты, участвующие в обмене углеводов и белков, триггеров натрий-калиевого насоса, и таким образом участвует в поддержании уровня калия в клетке. Важное звено в функционировании механизма нейромышечной проводимости, проводимости нервных образований в центральной нервной системе и сокращения миокарда.
Норма поступления магния 200—400 мг в течение суток. В желудочном тракте абсорбируется до 40—45 % поступившего магния. Почти половина суточной нормы магния может удовлетворяться хлебом и крупяными изделиями. В хлебе содержится около 50 мг% магния, в овсяной крупе 116 мг%, ячневой 50 мг%, горохе 107 мг%, фасоли 103 мг%. Еще по содержанию магния можно выделить орехи, которые содержат 170—230 мг%. Молоко и творог содержат относительно мало магния — 13 и 23 мг% соответственно, но в хорошо усвояемой форме. Большинство овощей бедны магнием.

При снижении абсорбции магния в желудочно кишечном тракте или при увеличении потерь с почками наступает гипомагниемия. Также гипомагниемия часто связана с гипокальциемией и гипокалиемией. Проявляется судорогами мышц ног, апатией, бессонницей, изменением настроения, галлюцинациями, спутанным сознанием, тошнотой, рвотой и парестезией. Концентрация магния в плазме крови менее 1,5 мэкв/л. Наличие нормального уровня магния в плазме крови не исключает наличия внутриклеточного дефицита. 
При уровне магния в плазме крови выше 2,5 мэкв/л возникает гипермагниемия, которая почти исключительно встречается у больных с почечной недостаточностью и у тех, кто употребляет чрезмерное количество магния. Гипермагниемия проявляется в виде тошноты, рвоты, покраснения кожи, потливости, чувство жара, изменение психологических функций, сонливость, кома и мышечная слабость или паралич. При уровне магния в плазме крови выше 10 мэкв/л наступает паралич дыхательной мускулатуры.

## Роль кальция в электролитном дисбалансе
Кальций широко представленный в организме элемент. Он связан с фосфором и образует минеральные соли костей и зубов. Оказывает седативное действие на нервные клетки и выполняет важные внутриклеточные функции, в том числе формирование сердечного потенциала действия и сокращения мышц. Менее 1 % кальция содержащегося в организме находится во внеклеточной жидкости.

Суточная потребность человека в кальции 800—1500 мг. Биоусвояемость составляет 25—40 %. Больше всего кальция содержится в молоке (120 мг%) и молочных продуктах. Почти 4/5 всей потребности в кальции удовлетворяется молочными продуктами. Усвояемость составляет около 10—40 %. В некоторых растительных продуктах содержатся вещества уменьшающие всасывание кальция. К их числу относятся фитиновые кислоты, содержащиеся в злаковых, и щавелевая кислота — в щавеле и шпинате. В результате взаимодействия этих кислот образуются нерастворимые фитаты и оксалаты кальция и его всасывание затрудняются (во всяком случае временно).
При уменьшении общего содержания кальция в организме может развиться гипокальциемия. Уменьшение общего содержания кальция возникает в результате его потерь, уменьшении его поступления из-за ухудшения кишечной абсорбции или нарушении регуляции. Также на содержания кальция влияет повышение содержания фосфора и снижение концентрации магния. Кальций и фосфор имеют реципрокные отношения: когда содержание одного элемента увеличивается, уровень другого снижается. Гипомагниемия способствует развитию гипокальциемии за счет уменьшения эффекта паратиреоидного гормона. Проявляется онемением и покалыванием в пальцах и около ротовой полости, гиперактивными рефлексами, спазмами мышц, тетаниями и судорогами, головной болью, психическими нарушениями.
Основные причины кальциевого недостатка:
- Сепсис
- Гипомагниемия
- Почечная недостаточность
- Алкалоз
- Острый панкреатит
- Жировая эмболия
- Массивные гемотрансфузии

Вследствие увеличения общего содержания кальция в сыворотке или возрастания свободного, ионизированного кальция развивается гиперкальциемия. Если гиперкальциемия сопровождается нормальным или повышенным уровнем фосфора сыворотки, то образуются кристаллы фосфата кальция, которые откладываются во всех органах. Наиболее частыми причинами являются злокачественные опухоли и синдром Конна. Симптомами гиперкальциемии являются летаргия, слабость, анорексия, тошнота, рвота, полиурия, зуд, боли в костях, переломы, боль в пояснице (из-за отложения солей кальция в почках), депрессия, спутанность сознания, парестезии, изменение личности, ступор, кома.

## Роль фосфора в электролитном дисбалансе
Фосфор является важной составной частью тканей организма и задействован во множестве механизмов. Фосфор главный анион внутриклеточной жидкости. Приблизительно 85 % всего фосфора в организме находится в костях и зубах, 14 % в мягких тканях и менее 1 % во внеклеточной жидкости. Запасы фосфора в клетках большие и поэтому при определённых острых состояниях он способен перемещаться внутрь клетки и из неё, вызывая значительные изменения концентрации фосфора в плазме крови. Суточная потребность человека в фосфоре 1,3 грамм.

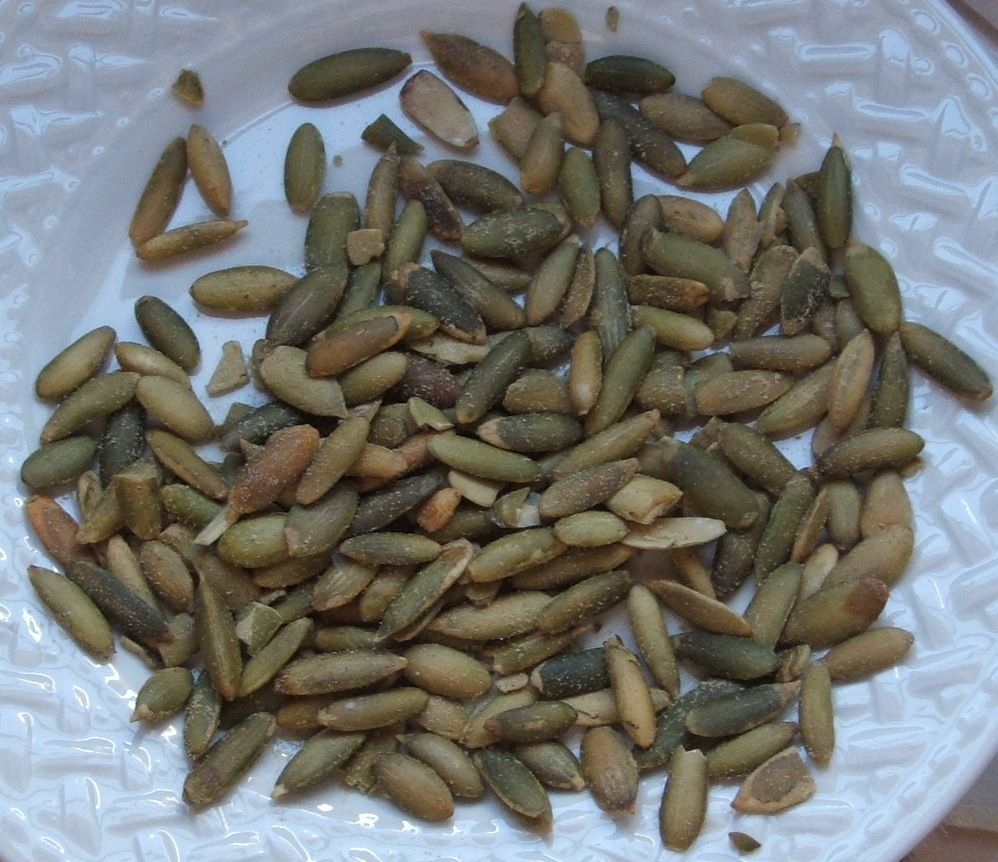
100 грамм семечек тыквы содержат 168 % от дневной нормы фосфора и 155 % от дневной нормы магния

Относительно много фосфора содержится в рыбе, хлебе и мясе — около 250, 200 и 180 мг% соответственно. Еще больше содержится в фасоли, горохе — 480 и 330 мг %. Овсяная, перловая и ячневая крупа содержат 320—350 мг%. Усвояемость фосфора обычно составляет 50—90 %. Фосфор содержащийся в растительных продуктах усваивается хуже, поскольку находится в виде трудно усвояемой фитиновой кислоты. Для правильного питания нужно учитывать соотношение фосфора с кальцием. Оптимальным считается соотношение кальция и фосфора 1:1,5. При избытке фосфора может происходить выведение кальция из костей, при избытке кальция развиться мочекаменная болезнь.
При увеличении потери фосфора с мочой, снижении абсорбции в ЖКТ или повышенного потребления клетками может возникнуть гипофосфатемия. Тяжёлый дефицит фосфора наблюдается при алкоголизме, рвоте и диарее, гипервентиляции. У больных гипофосфатемией могут наблюдаться судороги, спутанность сознания, кома, боль в груди из-за плохой оксигенации миокарда, мышечные боли, повышенная чувствительность к инфекциям, онемение, покалывание в кончиках пальцев и крайней плоти полового члена.
При почечной недостаточности из-за неспособности почек экскретировать повышенное количество фосфора развивается гиперфосфатемия. При повышении уровня фосфора нередко отмечается падение уровня кальция, что может привести к гипокальциемии. Симптомами гиперфосфатемии являются анорексия, тошнота, мышечная слабость, тетания, тахикардия, гиперрефлексия.

## Роль хлора в электролитном дисбалансе
Хлор после натрия является вторым по распространению электролитом в крови и наиболее распространенным во внеклеточной жидкости. Основная часть хлора в организм поступает из поваренной соли. Хлор является частью желудочного сока, который играет важную роль в поглощении электролитов, активации ферментов и уничтожении бактерий. Уровень хлора в крови может помочь определить наличие некоторых нарушений обмена веществ.
Потребность человека в хлоре около 2 грамм в сутки. Безвредная доза до 5—7 грамм. Рацион питания без добавления поваренной соли содержал бы около 1,6 грамм хлора. До 90 % хлора взрослые получают с поваренной солью. Естественное содержание хлора в пищевых продуктах колеблется в пределах 2—160 мг%.